# Matilda Guez
Matilda Guez (hebrejsky: מטילדה גז, Matilda Gez, 15. srpna 1918 – 3. května 1990) byla izraelská politička a poslankyně Knesetu za strany Rafi, Izraelská strana práce a Ma'arach.

## Biografie
Narodila se ve městě Súse v Tunisku, kde navštěvovala francouzskojazyčnou střední školu. V roce 1957 přesídlila do Izraele.

## Politická dráha
V letech 1948–1956 se zapojila do sionistického hnutí v Tunisku. V letech 1957–1964 byla členkou strany Mapaj, pak se přidala k nové formaci Rafi, kde byla členkou ústředního výboru. Od roku 1968 byla členkou Strany práce a zároveň členkou jejího ústředního výboru. Od roku 1959 zasedala v předsednictvu Světového židovského kongresu.
V izraelském parlamentu zasedla poprvé po volbách v roce 1965, do nichž šla za Rafi. Byla členkou parlamentního výboru pro vzdělávání a kulturu, výboru pro záležitosti vnitra a výboru práce. V průběhu volebního období přešla do formace Izraelská strana práce a pak Ma'arach. Právě za Ma'arach obhájila mandát ve volbách v roce 1969. Nastoupila do výboru práce, výboru pro záležitosti vnitra a výboru pro veřejné služby. Znovu se poslankyní za Ma'arach stala po volbách v roce 1973. Nastoupila do výboru pro veřejné služby a výboru práce. Ve volbách v roce 1977 mandát neobhájila.